# باول إتش روبنسون جونيور
باول إتش روبنسون جونيور (بالإنجليزية: Paul H. Robinson, Jr.)‏ هو ضابط ودبلوماسي أمريكي، ولد في 22 يونيو 1930 في شيكاغو في الولايات المتحدة.

## وصلات خارجية
- باول إتش روبنسون جونيور على موقع إن إن دي بي (الإنجليزية)